# Куркавка (река, Северо-Байкальский район)
Куркавка — река в России, протекает по Бурятии, в Северо-Байкальскому району, в Баргузинском заповеднике. Впадает в озеро Байкал на высоте 455,9 м.

## География
Длина реки составляет 13 км. Берёт начало на высоте 488 м над уровнем моря и течёт в западном направлении. Вблизи устья река имеет следующие характеристики: ширина 10 метров, глубина 0,5 метра, грунты дна песчаные. Поселения на берегах реки отсутствуют. Крупные притоки отсутствуют. Река с востока впадает в озеро Байкал. Протекает преимущественно в холмистой местности. У истока присутствует заболоченность. Климат резко континентальный.

## Данные водного реестра
По данным государственного водного реестра России и геоинформационной системы водохозяйственного районирования территории РФ, подготовленной Федеральным агентством водных ресурсов:
- Бассейновый округ — Ангаро-Байкальский
- Речной бассейн — бассейны малых и средних притоков средней и северной части озера Байкал
- Речной подбассейн — отсутствует
- Водохозяйственный участок — бассейны рек средней и северной части озера Байкал от восточной границы бассейна реки Ангары до северо-западной границы бассейна реки Баргузин